# Hadena obscura
Hadena obscura là một loài bướm đêm trong họ Noctuidae.